# Branislav Ondruš
Branislav Ondruš (* 28. března 1973 Levoča) je slovenský politik a televizní hlasatel, od roku 2024 poslanec Evropského parlamentu zvolený za HLAS-SD. V letech 2010 až 2012 působil jako poslanec Národní rady SR. V letech 2023 až 2024 působil jako státní tajemník Ministerstva práce, sociálních věcí a rodiny Slovenské republiky.

## Život a kariéra
Vyrůstal v Spišské Nové Vsi. V roce 1991 vystudoval gymnázium v Bratislavě. V letech 1991 až 1996 studoval politologii na Filozofické fakultě Univerzity Komenského v Bratislavě. V roce 2000 byl zvolen místopředsedou SDĽ. V minulosti pracoval jako moderátor na TV JOJ a na TV Markíza. V letech 2006 až 2010 byl zastupitelem města Stupava. Do roku 2020 byl členem SMERu-SD, v roce 2020 se stal členem nově založené strany HLAS-SD. V evropských volbách v roce 2024 byl zvolen poslancem Evropského parlamentu, když jako jediný získal mandát europoslance v barvách strany HLAS-SD, ačkoliv kandidoval na 2. místě kandidátní listiny strany za Branislavem Becíkem. V červnu 2025 byl zvolen členem předsednictva HLASu-SD.
Ondruš je ženatý a má čtyři děti.[zdroj?]